# 御主
御主是琉球國君主在國內的稱號。敬稱為御主加那志（琉球語：／  ?）、御主加那志前（琉球語：／  ?）。
此外，琉球國王族成員也可以稱呼國王為「美御前加那志」（琉球語：／ ）；沖繩本島（除首里城以外）的人稱呼國王為「首里加那志」」（琉球語：／ ）；沖繩本島以外的琉球人稱呼國王為「沖繩加那志」（琉球語：／ ）。另可尊稱為「首里天」（琉球語：／ ）或「首里天加那志」（琉球語：／ ）。
對於中國的明朝和清朝，琉球國君主則自稱「琉球國中山王」，簡稱「琉球國王」。
對於日本，1636年以前稱「琉球國中山王」，1636年至1712年期間被薩摩藩降格為「琉球國司」，1712年以後恢復「琉球國中山王」的稱號。

## 腳註
1. ↑  .   [2012-06-10]. （原始内容存档于2019-06-09）.
2. ↑  .   [2012-06-10]. （原始内容存档于2019-06-08）.
3. ↑  .   [2012-06-10]. （原始内容存档于2019-06-05）.
4. ↑  .   [2012-06-10]. （原始内容存档于2019-06-12）.